# Коханський Василь Іванович
Василь Іванович Коханський (18 квітня 1921, село Василівка, тепер Роздільнянського району, Одеської області — ?) — молдавський радянський державний і комуністичний діяч, 1-й секретар Кишинівського міського комітету КП Молдавії, 1-й секретар ЦК ЛКСМ Молдавії. Депутат Верховної Ради Молдавської РСР 2-го, 5-го, 7—10-го скликань. Член ЦК Комуністичної партії Молдавії.

## Життєпис
Народився в селянській родині. З 1939 по 1940 рік — студент Тираспольського державного педагогічного інституту.
У жовтні 1940 — 1941 року — в Червоній армії. Служив у навчальній 32-й легкій танковій бригаді Західного особливого військового округу. Учасник німецько-радянської війни з червня 1941 року. Служив баштовим стрільцем 3-ї танкової роти 4-го танкового батальйону 48-ї танкової дивізії Західного фронту. У серпні 1941 року був важко поранений, лікувався у госпіталях, став інвалідом війни 3-ї групи. У січні 1942 року демобілізований із армії.
З 1942 року — військовий керівник, комсомольський організатор школи фабрично-заводського навчання.
Член ВКП(б) з 1944 року.
Закінчив Тираспольський державний педагогічний інститут імені Тараса Шевченка.
У 1944—1947 роках — інспектор Народного комісаріату освіти Молдавської РСР; лектор ЦК КП(б) Молдавії; секретар, 2-й секретар ЦК ЛКСМ Молдавії.
З 1947 року — 1-й секретар ЦК ЛКСМ Молдавії.
Закінчив Вищу партійну школу при ЦК КПРС у Москві.
З 1953 року — в апараті ЦК КП Молдавії. До 1959 року — 1-й секретар Атакського районного комітету КП Молдавії.
У 1959—1960 роках — завідувач відділу партійних органів ЦК КП Молдавії.
У 1960—1962 роках — 1-й секретар Кишинівського міського комітету КП Молдавії.
У 1962—1965 роках — 1-й заступник голови Молдавської республіканської спілки споживчої кооперації.
У 1965 — після 1981 року — секретар Молдавської республіканської ради професійних спілок.
Потім — на пенсії.

## Звання
- капітан

## Нагороди
- орден Леніна (28.10.1948)
- орден Вітчизняної війни І ст. (6.04.1985)
- орден Слави ІІІ ст. (6.11.1947)
- медаль «За перемогу над Німеччиною у Великій Вітчизняній війні 1941—1945 рр.» (1945)
- медаль «За доблесну працю у Великій Вітчизняній війні 1941—1945 рр.» (1945)
- медалі